# Hagnagora hagnagora
Hagnagora hagnagora är en fjärilsart som beskrevs av Druce. Hagnagora hagnagora ingår i släktet Hagnagora och familjen mätare. Inga underarter finns listade i Catalogue of Life.